# Shōkichi Satō
Shōkichi Satō (佐藤 昌吉?, Satō Shōkichi; Prefettura di Aomori, 9 aprile 1971) è un ex calciatore giapponese, di ruolo centrocampista.